# Вальдьери
Вальдьери (итал. Valdieri) — коммуна в Италии, располагается в регионе Пьемонт, в провинции Кунео.
Расположена примерно в 90 километрах к юго-западу от Турина и примерно в 15 километрах к юго-западу от Кунео, на границе с Францией. Он является частью долины Гессо.
Население 971 человек (2008 г.), плотность населения составляет 6 чел./км². Занимает площадь 153 км². Почтовый индекс — 12010. Телефонный код — 0171.
Покровителем коммуны почитается святитель Мартин Турский, празднование 11 ноября.

## Демография
Динамика населения:

## Администрация коммуны
- Официальный сайт: http://www.comune.valdieri.cn.it/